# Högstugan (naturreservat)
Högstugan är ett naturreservat i  Linköpings kommun i Östergötlands län.
Området är naturskyddat sedan 2018 och är 37 hektar stort. Reservatet omfattar branta sluttningar ner mot Lindgölen. Reservatet består av grov barrskog med inslag av ädellövträd och asp.